# Torneo Clausura 2022 (Bolivia)
El Torneo Clausura 2022 fue la nonagésima edición del campeonato oficial de Primera División del fútbol boliviano organizado por la FBF. Comenzó el 1 de julio y finalizó el 10 de noviembre. Se disputó bajo el sistema de todos contra todos y otorgaría dos cupos a la Copa Libertadores.
El torneo estaba programado para finalizar el 13 de noviembre de 2022, pero se suspendió el 21 de octubre con seis fechas para el final debido al paro cívico en el departamento de Santa Cruz. El 10 de noviembre de 2022 el Consejo de la División Profesional decretó la finalización del torneo  amparándose en la aplicación del artículo 34 del reglamento de los campeonatos de la temporada 2022. Pese a dar por concluido el campeonato y no cancelarlo o anularlo, la Federación Boliviana de Fútbol interpretó que no correspondía otorgar el título de campeón.

## Sistema de juego
El formato del Torneo Clausura 2022 fue definido por el Consejo Superior de la FBF. Se disputa bajo el sistema de todos contra todos en 30 fechas. El campeón y subcampeón clasificarían a la Conmebol Libertadores 2023 como Bolivia 2 y 3.

### Árbitros
| Árbitros           | Edad    | Categoría          |
| ------------------ | ------- | ------------------ |
| Jordy Alemán       | 32 años | Bandera de Bolivia |
| Joaquín Antequera  | 51 años | Bandera de Bolivia |
| Nelson Barros      | –       | Bandera de Bolivia |
| Álvaro Campos      | –       | Bandera de Bolivia |
| Juan Castro        | –       | Bandera de Bolivia |
| Gado Flores        | –       | Bandera de Bolivia |
| Carlos García      | –       | Bandera de Bolivia |
| Juan Nelio García  | 43 años |                    |
| Julio Gutiérrez    | –       | Bandera de Bolivia |
| José Jordán        | 47 años |                    |
| Jorge Justiniano   | –       | Bandera de Bolivia |
| Alejandro Mancilla | –       | Bandera de Bolivia |
| Ivo Méndez         | 34 años |                    |
| Raúl Orosco        | 46 años |                    |
| Hostin Prado       | –       | Bandera de Bolivia |
| Orlando Quintana   | –       | Bandera de Bolivia |
| Rafael Subirana    | –       | Bandera de Bolivia |
| Gery Vargas        | 44 años |                    |
| Luis Yrusta        | 46 años |                    |

## Clubes participantes

### Distribución geográfica de los clubes
| Departamento | Cantidad | Club                    |
| ------------ | -------- | ----------------------- |
| Santa Cruz   | 5        | Blooming                |
| Santa Cruz   | 5        | Guabirá                 |
| Santa Cruz   | 5        | Oriente Petrolero       |
| Santa Cruz   | 5        | Real Santa Cruz         |
| Santa Cruz   | 5        | Royal Pari              |
| Cochabamba   | 4        | Atlético Palmaflor      |
| Cochabamba   | 4        | Aurora                  |
| Cochabamba   | 4        | Jorge Wilstermann       |
| Cochabamba   | 4        | Universitario de Vinto  |
| La Paz       | 3        | Always Ready            |
| La Paz       | 3        | Bolívar                 |
| La Paz       | 3        | The Strongest           |
| Chuquisaca   | 2        | Independiente Petrolero |
| Chuquisaca   | 2        | Universitario de Sucre  |
| Potosí       | 1        | Nacional Potosí         |
| Tarija       | 1        | Real Tomayapo           |

### Información de los clubes
| Equipo                  | Ciudad                  | Estadio                  | Capacidad | Proveedor           | Auspiciador                               |
| ----------------------- | ----------------------- | ------------------------ | --------- | ------------------- | ----------------------------------------- |
| Always Ready            | El Alto                 | Municipal de El Alto     | 25 000    | Bandera de Ecuador  | UTB                                       |
| Atlético Palmaflor      | Quillacollo             | Municipal de Quillacollo | 6000      | Oxígeno Wear        | Ver lista GM de Quillacollo               |
| Aurora                  | Cochabamba              | Félix Capriles           | 32 000    | Bandera de Ecuador  | Ver lista Cerveza Burguesa                |
| Blooming                | Santa Cruz de la Sierra | Ramón Aguilera Costas    | 32 000    | Blooming Oficial    | Ver lista Cerveza Burguesa                |
| Bolívar                 | La Paz                  | Hernando Siles           | 42 000    | Bandera de Alemania | Ver lista                                 |
| Guabirá                 | Montero                 | Gilberto Parada          | 18 000    | Olive Sport         | Ver lista Azúcar Guabirá Celina           |
| Independiente Petrolero | Sucre                   | Olímpico Patria          | 30 000    | Forte Athletic      | Ver lista                                 |
| Jorge Wilstermann       | Cochabamba              | Félix Capriles           | 32 000    | Forte Athletic      | Ver lista Campero COBOCE Helados Panda    |
| Nacional Potosí         | Potosí                  | Víctor Agustín Ugarte    | 30 000    | Forte Athletic      | Ver lista Cerveza Potosina                |
| Oriente Petrolero       | Santa Cruz de la Sierra | Ramón Aguilera Costas    | 38 500    | Bandera de Ecuador  | Ver lista Cerabol                         |
| Real Santa Cruz         | Santa Cruz de la Sierra | Real Santa Cruz          | 12 000    | Arce                | Ver lista Tierra y Techo Nueva Santa Cruz |
| Real Tomayapo           | Tarija                  | IV Centenario            | 20 000    | LEA Sport           | Ver lista Fadami-Tomay                    |
| Royal Pari              | Santa Cruz de la Sierra | Ramón Aguilera Costas    | 38 500    | Bandera de Ecuador  | Grupo Sion                                |
| The Strongest           | La Paz                  | Hernando Siles           | 42 000    | Bandera de Ecuador  | Ver lista Mi Teleférico                   |
| Universitario de Sucre  | Sucre                   | Olímpico Patria          | 30 000    | Lucky Sport         | Cemento Fancesa                           |
| Universitario de Vinto  | Vinto                   | Municipal de Quillacollo | 6000      | Forte Athletic      | Productos Lucana                          |

### Jugadores

#### Jugador categoría Sub-20
El Consejo de la División Profesional aprobó la inclusión obligatoria de un jugador de la categoría sub-20 durante 45 minutos.
en caso de que el jugador fuera expulsado, no es necesario que se vuelva a incluir a otro futbolista sub-20; sin embargo, en caso de que éste se lesionara, debe ser reemplazado por otro de la misma categoría.

#### Jugadores extranjeros
Cada equipo pudo incluir dentro de su lista un máximo de seis jugadores extranjeros, permitiéndose un máximo de 4 jugadores extranjeros simultáneos en cancha. Los jugadores extranjeros que tengan uno o los dos padres bolivianos, son bolivianos en las listas y en el terreno de juego. Durante el período de fichajes los equipos pueden tener más de 6 jugadores extranjeros en sus filas siempre y cuando el jugador no esté inscrito reglamentariamente.
| Jugadores extranjeros habilitados  | Jugadores extranjeros habilitados | Jugadores extranjeros habilitados | Jugadores extranjeros habilitados | Jugadores extranjeros habilitados | Jugadores extranjeros habilitados | Jugadores extranjeros habilitados | Jugadores extranjeros habilitados | Jugadores extranjeros habilitados |
| Equipo                             | Jugador 1                         | Jugador 2                         | Jugador 3                         | Jugador 4                         | Jugador 5                         | Jugador 6                         | Jugador Nacionalizado             | Jugador Padres Bolivianos         |
| ---------------------------------- | --------------------------------- | --------------------------------- | --------------------------------- | --------------------------------- | --------------------------------- | --------------------------------- | --------------------------------- | --------------------------------- |
| Always Ready                       | Marcos Riquelme                   | Carlos Mosquera                   | Gustavo Cristaldo                 | Jonathan Borja                    | José Alí Meza                     | Edarlyn Reyes                     | Nelson Cabrera Marc Enoumba       |                                   |
| Atlético Palmaflor                 | Joaquín Lencinas                  | Maximiliano Gómez                 | Igor Soares Santana               | Wesley da Silva                   | Erverson dos Santos               | Balamine Savane                   |                                   | Freddy Abastoflor                 |
| Aurora                             | Agustín Cousillas                 | Enzo Maidana                      | Oswaldo Blanco                    | Sebastián Zaracho                 |                                   |                                   |                                   |                                   |
| Blooming                           | Nahuel Iribarren                  | Rafael Mollercke                  | Darlan Noronha                    | Junior Brítez                     | Christian Latorre                 | Fernando Arismendi                | Jefferson Tavares                 | Erwin Junior Sánchez              |
| Bolívar                            | Patricio Rodríguez                | Bruno Sávio da Silva              | César Henrique Martins            | Francisco da Costa                | Àlex Granell                      | Alberto Guitián                   |                                   | Joel Fernández                    |
| Guabirá                            | Paulo Carvalho                    | Rodrigo Ruiz Díaz                 | David Robles                      | Nelson Amarilla                   | Luís Leal                         | Martín Alaníz                     |                                   | Alejandro Meleán                  |
| Independiente Petrolero            | Martín Chiatti                    | Leonel Buter                      | Luis Acuña                        | Jonatan Cristaldo                 | Robin Ramírez                     | Juan Godoy                        | Mijail Aviles Thomaz Santos       | Diago Giménez                     |
| Jorge Wilstermann                  | Cristian Chávez                   | Santiago Echeverría               | Miguel Bianconi                   | Sergio Henrique Francisco         | Willie Barbosa                    | Humberto Osorio                   | Maximiliano Ortiz Arnaldo Giménez | Rodrigo Morales                   |
| Nacional Potosí                    | Cristián Álvarez                  | Maximiliano Núñez                 | Alexis Hinestroza                 | David Valencia                    | Tommy Tobar                       | Martín Galain                     |                                   |                                   |
| Oriente Petrolero                  | Jorge Correa                      | Facundo Suárez                    | Maximiliano Caire                 | Wilson Quiñonez                   | Leandro Zazpe                     | Hugo Dorrego                      |                                   |                                   |
| Universitario de Sucre             | Ángel Prudencio                   | Iván Brun                         | Nahuel Cisneros                   | Jhonatan Franco                   | Carlos Ardián                     | William Klingender                | Marcelo Gomes{ Marcos Ovejero     |                                   |
| Universitario de Vinto             | Ezequiel Michelli                 | Julio Vila                        | Hallyson Padilha                  | Raúl Olivares                     | Andrés Llano                      | Roy Ndoutoumou                    |                                   |                                   |
| Real Santa Cruz                    | Carlos Franco                     | César García                      | Dorny Romero                      | Wilman Modesta                    | Jairo Hestefano Jean              | Kevin Mina                        | Damián Lizio Sebastián Angulo     |                                   |
| Real Tomayapo                      | Eber Vera                         | Thiago Ribeiro                    | Eber Caicedo                      | Bruno Pascua                      | Javier Martínez                   | Luis Maldonado                    | Enrique Díaz                      |                                   |
| Royal Pari                         | Esteban Orfano                    | Joel Amoroso                      | Christian Cepeda                  | John Freddy Pérez                 | José Erik Correa                  | Miguel Ángel Murillo              |                                   |                                   |
| The Strongest                      | Cristian Esparza                  | Enrique Triverio                  | Martín Prost                      | Michael Ortega                    | Rodrigo Amaral                    | Gonzalo Castillo                  | Luciano Ursino Jair Reinoso       |                                   |
| Actualizado el 29 de junio de 2022 |                                   |                                   |                                   |                                   |                                   |                                   |                                   |                                   |

## Desarrollo

### Clasificación
| Pos. | Equipo                  | Pts. | PJ | G  | E  | P  | GF | GC | Dif. |
| ---- | ----------------------- | ---- | -- | -- | -- | -- | -- | -- | ---- |
| 1    | The Strongest           | 53   | 24 | 16 | 5  | 3  | 58 | 25 | +33  |
| 2    | Always Ready            | 51   | 24 | 16 | 3  | 5  | 52 | 22 | +30  |
| 3    | Bolívar                 | 50   | 24 | 15 | 5  | 4  | 52 | 25 | +27  |
| 4    | Nacional Potosí         | 42   | 24 | 13 | 3  | 8  | 44 | 40 | +4   |
| 5    | Oriente Petrolero       | 38   | 24 | 11 | 5  | 8  | 36 | 26 | +10  |
| 6    | Guabirá                 | 38   | 24 | 11 | 5  | 8  | 35 | 33 | +2   |
| 7    | Aurora                  | 29   | 24 | 7  | 8  | 9  | 22 | 35 | −13  |
| 8    | Independiente Petrolero | 28   | 24 | 7  | 7  | 10 | 34 | 33 | +1   |
| 9    | Atlético Palmaflor      | 27   | 24 | 5  | 12 | 7  | 31 | 34 | −3   |
| 10   | Blooming                | 27   | 24 | 7  | 6  | 11 | 27 | 35 | −8   |
| 11   | Jorge Wilstermann       | 27   | 24 | 7  | 6  | 11 | 24 | 32 | −8   |
| 12   | Real Tomayapo           | 26   | 24 | 7  | 5  | 12 | 25 | 35 | −10  |
| 13   | Royal Pari              | 25   | 24 | 7  | 4  | 13 | 25 | 35 | −10  |
| 14   | Real Santa Cruz         | 25   | 24 | 7  | 4  | 13 | 25 | 47 | −22  |
| 15   | Universitario de Sucre  | 23   | 24 | 6  | 5  | 13 | 24 | 46 | −22  |
| 16   | Universitario de Vinto  | 22   | 24 | 5  | 7  | 12 | 23 | 36 | −13  |

 Fuente: FBF

### Evolución de la clasificación
| Equipo / Fecha          | 01 | 02  | 03  | 04 | 05  | 06  | 07  | 08 | 09 | 10  | 11  | 12  | 13  | 14  | 15  | 16  | 17  | 18  | 19 | 20 | 21 | 22 | 23 | 24 |
| ----------------------- | -- | --- | --- | -- | --- | --- | --- | -- | -- | --- | --- | --- | --- | --- | --- | --- | --- | --- | -- | -- | -- | -- | -- | -- |
| Always Ready            | 7  | 2   | 1   | 1  | 1   | 1   | 1   | 2  | 2* | 2*  | 2*  | 2*  | 2*  | 2*  | 3*  | 3*  | 3*  | 3*  | 3  | 2  | 3  | 2  | 3  | 2  |
| Atlético Palmaflor      | 10 | 7   | 7   | 12 | 11  | 13  | 14  | 14 | 13 | 11  | 12  | 14  | 11  | 8   | 9   | 9   | 9   | 8   | 8  | 8  | 9  | 9  | 8  | 9  |
| Aurora                  | 14 | 11  | 9   | 7  | 10  | 6   | 6   | 6  | 5  | 5   | 5   | 7   | 7   | 7   | 7   | 8   | 7   | 7   | 7  | 7  | 7  | 7  | 7  | 7  |
| Blooming                | 4  | 1   | 3   | 4  | 7*  | 10* | 13* | 9  | 10 | 12  | 13  | 15  | 14  | 15  | 12  | 13  | 12  | 10  | 11 | 10 | 10 | 11 | 14 | 10 |
| Bolívar                 | 11 | 9   | 4   | 2  | 2   | 2   | 3   | 3  | 3  | 3   | 3   | 3   | 3   | 3   | 2   | 2   | 2   | 1   | 2  | 3  | 2  | 3  | 2  | 3  |
| Guabirá                 | 13 | 15  | 10  | 9  | 6   | 9   | 8   | 4  | 7  | 7   | 7   | 5   | 6   | 5   | 4   | 5   | 6   | 5   | 6  | 6  | 6  | 5  | 6  | 6  |
| Independiente Petrolero | 9  | 13  | 6   | 11 | 8   | 11  | 12  | 11 | 11 | 9   | 9   | 9   | 9   | 10  | 10  | 12  | 11  | 12  | 12 | 13 | 13 | 12 | 11 | 8  |
| Jorge Wilstermann       | 5  | 5*  | 2*  | 3* | 9*  | 4*  | 10* | 12 | 10 | 14  | 10  | 11  | 8   | 9   | 8   | 7   | 8   | 9   | 9  | 9  | 8  | 8  | 9  | 11 |
| Nacional Potosí         | 3  | 3   | 14  | 13 | 13  | 12  | 9   | 5  | 4  | 4   | 4   | 4   | 4   | 4   | 5   | 4   | 4   | 4   | 4  | 4  | 4  | 4  | 4  | 4  |
| Oriente Petrolero       | 1  | 4   | 12  | 10 | 12  | 8   | 7   | 7  | 6  | 6   | 6   | 6   | 5   | 6   | 6   | 6   | 5   | 6   | 5  | 5  | 5  | 6  | 5  | 5  |
| Real Santa Cruz         | 2  | 10  | 8   | 6  | 3   | 5   | 5   | 10 | 12 | 13  | 14  | 10  | 12  | 12  | 13  | 14  | 14  | 15  | 15 | 15 | 15 | 14 | 13 | 14 |
| Real Tomayapo           | 6  | 8   | 13  | 13 | 14  | 14  | 11  | 13 | 8  | 8   | 8   | 8   | 10  | 11  | 11  | 10  | 10  | 11  | 10 | 12 | 11 | 10 | 10 | 12 |
| Royal Pari              | 12 | 6   | 5   | 5  | 5   | 7   | 4   | 8  | 9* | 10* | 11* | 13* | 15* | 13* | 14* | 15* | 15* | 14* | 14 | 14 | 13 | 13 | 12 | 13 |
| The Strongest           | 15 | 16* | 11* | 8* | 5*  | 3*  | 2*  | 1  | 1  | 1   | 1   | 1   | 1   | 1   | 1   | 1   | 1   | 2   | 1  | 1  | 1  | 1  | 1  | 1  |
| Universitario de Sucre  | 16 | 12  | 15  | 15 | 15  | 15  | 15  | 15 | 15 | 15  | 15  | 13  | 13  | 14  | 15  | 11  | 13  | 13  | 13 | 11 | 12 | 15 | 15 | 15 |
| Universitario de Vinto  | 8  | 14  | 16  | 16 | 16* | 16* | 16* | 16 | 16 | 16  | 16  | 16  | 16  | 16  | 16  | 16  | 16  | 16  | 16 | 16 | 16 | 16 | 16 | 16 |

Nota: * Indica la posición del equipo con un partido pendiente.

## Resultados

### Fixture
| Real Santa Cruz         | 3 - 0 | Universitario de Sucre | Real Santa Cruz       | 1 de julio | 15:00 |
| Independiente Petrolero | 1 - 1 | Universitario de Vinto | Olímpico Patria       | 1 de julio | 19:30 |
| Jorge Wilstermann       | 2 - 1 | Atlético Palmaflor     | Félix Capriles        | 2 de julio | 15:00 |
| Real Tomayapo           | 2 - 1 | Royal Pari             | IV Centenario         | 2 de julio | 17:15 |
| Oriente Petrolero       | 3 - 0 | The Strongest          | Ramón Aguilera Costas | 2 de julio | 19:30 |
| Nacional Potosí         | 3 - 1 | Aurora                 | Víctor Agustín Ugarte | 3 de julio | 15:00 |
| Guabirá                 | 0 - 1 | Always Ready           | Gilberto Parada       | 3 de julio | 17:15 |
| Blooming                | 2 - 1 | Bolívar                | Ramón Aguilera Costas | 3 de julio | 19:30 |

| Atlético Palmaflor     | 2 - 1 | Real Tomayapo           | Félix Capriles        | 5 de julio  | 15:00 |
| Royal Pari             | 3 - 2 | Independiente Petrolero | Ramón Aguilera Costas | 5 de julio  | 18:15 |
| Universitario de Sucre | 2 - 0 | Oriente Petrolero       | Olímpico Patria       | 5 de julio  | 20:30 |
| Always Ready           | 2 - 1 | Nacional Potosí         | Municipal de El Alto  | 6 de julio  | 15:00 |
| Aurora                 | 1 - 0 | Guabirá                 | Félix Capriles        | 6 de julio  | 18:15 |
| Blooming               | 5 - 1 | Real Santa Cruz         | Ramón Aguilera Costas | 6 de julio  | 20:30 |
| Universitario de Vinto | 0 - 1 | Bolívar                 | Félix Capriles        | 7 de julio  | 15:00 |
| The Strongest          | 2 - 0 | Jorge Wilstermann       | Hernando Siles        | 3 de agosto | 20:15 |

| Oriente Petrolero       | 0 - 1 | Royal Pari             | Ramón Aguilera Costas | 8 de julio  | 20:00 |
| Real Santa Cruz         | 0 - 0 | Atlético Palmaflor     | Real Santa Cruz       | 9 de julio  | 15:00 |
| Aurora                  | 1 - 1 | Always Ready           | Félix Capriles        | 9 de julio  | 17:15 |
| Independiente Petrolero | 3 - 0 | Blooming               | Olímpico Patria       | 9 de julio  | 19:30 |
| Nacional Potosí         | 1 - 5 | The Strongest          | Víctor Agustín Ugarte | 10 de julio | 15:00 |
| Real Tomayapo           | 0 - 2 | Bolívar                | IV Centenario         | 10 de julio | 17:15 |
| Jorge Wilstermann       | 2 - 0 | Universitario de Vinto | Félix Capriles        | 10 de julio | 19:30 |
| Guabirá                 | 5 - 0 | Universitario de Sucre | Gilberto Parada       | 11 de julio | 20:00 |

| Jorge Wilstermann       | 2 - 2 | Guabirá                | Félix Capriles        | 15 de julio | 18:00 |
| Real Tomayapo           | 1 - 2 | Real Santa Cruz        | IV Centenario         | 15 de julio | 19:30 |
| Royal Pari              | 2 - 2 | Nacional Potosí        | Ramón Aguilera Costas | 16 de julio | 15:00 |
| Independiente Petrolero | 1 - 4 | Bolívar                | Olímpico Patria       | 16 de julio | 17:15 |
| Atlético Palmaflor      | 1 - 2 | Aurora                 | Félix Capriles        | 16 de julio | 19:30 |
| Universitario de Sucre  | 0 - 3 | The Strongest          | Olímpico Patria       | 17 de julio | 15:00 |
| Always Ready            | 3 - 0 | Universitario de Vinto | Municipal de El Alto  | 17 de julio | 17:15 |
| Blooming                | 2 - 2 | Oriente Petrolero      | Ramón Aguilera Costas | 17 de julio | 19:30 |

| Royal Pari              | 2 - 2 | Atlético Palmaflor     | Ramón Aguilera Costas | 22 de julio | 19:00 |
| Real Santa Cruz         | 2 - 1 | Oriente Petrolero      | Real Santa Cruz       | 23 de julio | 15:00 |
| Guabirá                 | 2 - 1 | Nacional Potosí        | Gilberto Parada       | 23 de julio | 17:15 |
| Always Ready            | 5 - 0 | Real Tomayapo          | Municipal de El Alto  | 24 de julio | 15:00 |
| The Strongest           | 4 - 0 | Aurora                 | Hernando Siles        | 24 de julio | 17:15 |
| Independiente Petrolero | 2 - 0 | Universitario de Sucre | Olímpico Patria       | 24 de julio | 19:30 |
| Bolívar                 | 3 - 0 | Jorge Wilstermann      | Hernando Siles        | 25 de julio | 19:00 |
| Universitario de Vinto  | 2 - 2 | Blooming               | Félix Capriles        | 3 de agosto | 18:00 |

| Nacional Potosí        | 3 - 1 | Real Santa Cruz         | Víctor Agustín Ugarte | 26 de julio | 18:15 |
| Oriente Petrolero      | 4 - 1 | Guabirá                 | Ramón Aguilera Costas | 26 de julio | 20:30 |
| Real Tomayapo          | 4 - 0 | Universitario de Vinto  | IV Centenario         | 27 de julio | 15:00 |
| Universitario de Sucre | 1 - 0 | Royal Pari              | Olímpico Patria       | 27 de julio | 18:00 |
| The Strongest          | 4 - 2 | Always Ready            | Hernando Siles        | 27 de julio | 20:15 |
| Bolívar                | 2 - 2 | Atlético Palmaflor      | Hernando Siles        | 28 de julio | 15:00 |
| Blooming               | 0 - 1 | Jorge Wilstermann       | Ramón Aguilera Costas | 28 de julio | 19:30 |
| Aurora                 | 1 - 0 | Independiente Petrolero | Félix Capriles        | 29 de julio | 19:00 |

| Always Ready            | 4 - 0 | Universitario de Sucre | Municipal de El Alto  | 30 de julio | 15:00 |
| Universitario de Vinto  | 0 - 1 | Guabirá                | Félix Capriles        | 30 de julio | 17:15 |
| Jorge Wilstermann       | 0 - 2 | Real Tomayapo          | Félix Capriles        | 31 de julio | 15:00 |
| Bolívar                 | 0 - 4 | The Strongest          | Hernando Siles        | 31 de julio | 17:15 |
| Royal Pari              | 3 - 1 | Blooming               | Ramón Aguilera Costas | 31 de julio | 19:30 |
| Real Santa Cruz         | 1 - 1 | Aurora                 | Real Santa Cruz       | 1 de agosto | 15:00 |
| Atlético Palmaflor      | 0 - 1 | Nacional Potosí        | Félix Capriles        | 1 de agosto | 17:15 |
| Independiente Petrolero | 1 - 2 | Oriente Petrolero      | Olímpico Patria       | 1 de agosto | 19:30 |

| Always Ready            | 4 - 0 | Real Santa Cruz        | Municipal de El Alto  | 5 de agosto | 15:00 |
| Oriente Petrolero       | 0 - 0 | Atlético Palmaflor     | Ramón Aguilera Costas | 5 de agosto | 19:30 |
| Independiente Petrolero | 4 - 1 | Jorge Wilstermann      | Olímpico Patria       | 6 de agosto | 15:00 |
| Guabirá                 | 1 - 0 | Royal Pari             | Gilberto Parada       | 6 de agosto | 17:15 |
| Blooming                | 1 - 0 | Real Tomayapo          | Ramón Aguilera Costas | 6 de agosto | 19:30 |
| Nacional Potosí         | 2 - 1 | Bolívar                | Víctor Agustín Ugarte | 7 de agosto | 15:00 |
| The Strongest           | 3 - 2 | Universitario de Vinto | Hernando Siles        | 7 de agosto | 17:15 |
| Aurora                  | 1 - 1 | Universitario de Sucre | Félix Capriles        | 7 de agosto | 19:30 |

| Real Tomayapo          | 1 - 0 | Independiente Petrolero | IV Centenario         | 9 de agosto      | 18:00 |
| Jorge Wilstermann      | 0 - 1 | Oriente Petrolero       | Félix Capriles        | 9 de agosto      | 20:15 |
| Real Santa Cruz        | 0 - 3 | The Strongest           | Real Santa Cruz       | 10 de agosto     | 15:00 |
| Atlético Palmaflor     | 2 - 1 | Blooming                | Félix Capriles        | 10 de agosto     | 18:00 |
| Bolívar                | 3 - 0 | Guabirá                 | Hernando Siles        | 10 de agosto     | 20:15 |
| Universitario de Vinto | 0 - 3 | Aurora                  | Félix Capriles        | 11 de agosto     | 18:00 |
| Universitario de Sucre | 0 - 1 | Nacional Potosí         | Olímpico Patria       | 11 de agosto     | 20:15 |
| Royal Pari             | 0 - 2 | Always Ready            | Ramón Aguilera Costas | 28 de septiembre | 15:00 |

| Real Santa Cruz        | 1 - 2 | Bolívar                 | Real Santa Cruz       | 13 de agosto | 15:00 |
| The Strongest          | 1 - 1 | Atlético Palmaflor      | Hernando Siles        | 13 de agosto | 17:15 |
| Guabirá                | 1 - 1 | Independiente Petrolero | Gilberto Parada       | 13 de agosto | 19:30 |
| Nacional Potosí        | 1 - 0 | Jorge Wilstermann       | Víctor Agustín Ugarte | 14 de agosto | 15:00 |
| Universitario de Sucre | 2 - 1 | Universitario de Vinto  | Olímpico Patria       | 14 de agosto | 17:15 |
| Oriente Petrolero      | 3 - 0 | Real Tomayapo           | Ramón Aguilera Costas | 14 de agosto | 19:30 |
| Always Ready           | 5 - 0 | Blooming                | Municipal de El Alto  | 15 de agosto | 15:00 |
| Aurora                 | 2 - 1 | Royal Pari              | Félix Capriles        | 15 de agosto | 19:00 |

| Universitario de Vinto  | 3 - 1 | Nacional Potosí        | Félix Capriles        | 19 de agosto | 15:00 |
| Real Tomayapo           | 3 - 0 | Aurora                 | IV Centenario         | 19 de agosto | 18:00 |
| Independiente Petrolero | 1 - 0 | Real Santa Cruz        | Olímpico Patria       | 19 de agosto | 20:15 |
| Royal Pari              | 0 - 2 | The Strongest          | Ramón Aguilera Costas | 20 de agosto | 15:00 |
| Bolívar                 | 1 - 0 | Oriente Petrolero      | Hernando Siles        | 20 de agosto | 17:15 |
| Jorge Wilstermann       | 5 - 1 | Universitario de Sucre | Félix Capriles        | 20 de agosto | 19:30 |
| Atlético Palmaflor      | 2 - 4 | Always Ready           | Félix Capriles        | 21 de agosto | 15:00 |
| Blooming                | 1 - 3 | Guabirá                | Ramón Aguilera Costas | 21 de agosto | 17:15 |

| Real Santa Cruz        | 2 - 1 | Royal Pari              | Real Santa Cruz       | 23 de agosto | 15:00 |
| Oriente Petrolero      | 0 - 0 | Universitario de Vinto  | Ramón Aguilera Costas | 23 de agosto | 18:15 |
| Aurora                 | 1 - 4 | Bolívar                 | Félix Capriles        | 23 de agosto | 20:30 |
| Guabirá                | 2 - 1 | Real Tomayapo           | Gilberto Parada       | 24 de agosto | 15:00 |
| Universitario de Sucre | 2 - 1 | Atlético Palmaflor      | Olímpico Patria       | 24 de agosto | 18:00 |
| The Strongest          | 3 - 1 | Blooming                | Hernando Siles        | 24 de agosto | 20:15 |
| Always Ready           | 2 - 1 | Jorge Wilstermann       | Municipal de El Alto  | 25 de agosto | 15:00 |
| Nacional Potosí        | 3 - 2 | Independiente Petrolero | Víctor Agustín Ugarte | 25 de agosto | 19:00 |

| Universitario de Vinto  | 2 - 0 | Real Santa Cruz        | Félix Capriles        | 26 de agosto | 15:00 |
| Bolívar                 | 3 - 0 | Royal Pari             | Hernando Siles        | 26 de agosto | 19:30 |
| Atlético Palmaflor      | 2 - 0 | Guabirá                | Félix Capriles        | 27 de agosto | 15:00 |
| Real Tomayapo           | 0 - 1 | The Strongest          | IV Centenario         | 27 de agosto | 17:15 |
| Blooming                | 1 - 1 | Universitario de Sucre | Ramón Aguilera Costas | 27 de agosto | 20:15 |
| Jorge Wilstermann       | 2 - 0 | Aurora                 | Félix Capriles        | 28 de agosto | 15:00 |
| Independiente Petrolero | 1 - 1 | Always Ready           | Olímpico Patria       | 28 de agosto | 17:15 |
| Oriente Petrolero       | 4 - 0 | Nacional Potosí        | Ramón Aguilera Costas | 28 de agosto | 19:30 |

| Royal Pari             | 2 - 1 | Universitario de Vinto  | Ramón Aguilera Costas | 30 de agosto    | 15:00 |
| The Strongest          | 2 - 3 | Guabirá                 | Hernando Siles        | 30 de agosto    | 18:00 |
| Universitario de Sucre | 2 - 3 | Bolívar                 | Olímpico Patria       | 30 de agosto    | 20:15 |
| Always Ready           | 3 - 0 | Oriente Petrolero       | Municipal de El Alto  | 31 de agosto    | 15:00 |
| Atlético Palmaflor     | 2 - 1 | Independiente Petrolero | Félix Capriles        | 31 de agosto    | 18:00 |
| Nacional Potosí        | 2 - 1 | Real Tomayapo           | Víctor Agustín Ugarte | 31 de agosto    | 20:15 |
| Real Santa Cruz        | 0 - 0 | Jorge Wilstermann       | Real Santa Cruz       | 1 de septiembre | 15:00 |
| Aurora                 | 1 - 0 | Blooming                | Félix Capriles        | 1 de septiembre | 18:00 |

| Independiente Petrolero | 1 - 1 | The Strongest          | Olímpico Patria       | 3 de septiembre | 15:00 |
| Universitario de Vinto  | 1 - 1 | Atlético Palmaflor     | Félix Capriles        | 3 de septiembre | 17:15 |
| Real Tomayapo           | 1 - 1 | Universitario de Sucre | IV Centenario         | 3 de septiembre | 20:15 |
| Guabirá                 | 2 - 1 | Real Santa Cruz        | Gilberto Parada       | 4 de septiembre | 15:00 |
| Bolívar                 | 3 - 0 | Always Ready           | Hernando Siles        | 4 de septiembre | 19:30 |
| Blooming                | 4 - 0 | Nacional Potosí        | Ramón Aguilera Costas | 4 de septiembre | 19:30 |
| Jorge Wilstermann       | 2 - 1 | Royal Pari             | Félix Capriles        | 5 de septiembre | 18:00 |
| Oriente Petrolero       | 2 - 1 | Aurora                 | Ramón Aguilera Costas | 5 de septiembre | 20:15 |

| Universitario de Vinto | 4 - 1 | Independiente Petrolero | Félix Capriles        | 6 de septiembre | 19:00 |
| Always Ready           | 2 - 1 | Guabirá                 | Municipal de El Alto  | 7 de septiembre | 15:00 |
| Universitario de Sucre | 3 - 1 | Real Santa Cruz         | Olímpico Patria       | 7 de septiembre | 18:00 |
| Bolívar                | 3 - 0 | Blooming                | Hernando Siles        | 7 de septiembre | 20:15 |
| Royal Pari             | 0 - 1 | Real Tomayapo           | Ramón Aguilera Costas | 8 de septiembre | 15:00 |
| Atlético Palmaflor     | 1 - 1 | Jorge Wilstermann       | Félix Capriles        | 8 de septiembre | 18:00 |
| The Strongest          | 2 - 1 | Oriente Petrolero       | Hernando Siles        | 8 de septiembre | 20:15 |
| Aurora                 | 1 - 5 | Nacional Potosí         | Félix Capriles        | 9 de septiembre | 19:00 |

| Real Santa Cruz         | 1 - 3 | Blooming               | Gilberto Parada       | 10 de septiembre | 15:00 |
| Bolívar                 | 2 - 0 | Universitario de Vinto | Hernando Siles        | 10 de septiembre | 17:15 |
| Independiente Petrolero | 3 - 0 | Royal Pari             | Olímpico Patria       | 11 de septiembre | 15:00 |
| Jorge Wilstermann       | 0 - 3 | The Strongest          | Félix Capriles        | 11 de septiembre | 17:15 |
| Oriente Petrolero       | 1 - 0 | Universitario de Sucre | Ramón Aguilera Costas | 11 de septiembre | 19:30 |
| Guabirá                 | 1 - 1 | Aurora                 | Gilberto Parada       | 12 de septiembre | 15:00 |
| Real Tomayapo           | 2 - 2 | Atlético Palmaflor     | IV Centenario         | 12 de septiembre | 18:00 |
| Nacional Potosí         | 1 - 1 | Always Ready           | Víctor Agustín Ugarte | 12 de septiembre | 20:15 |

| Atlético Palmaflor     | 4 - 0 | Real Santa Cruz         | Félix Capriles        | 16 de septiembre | 15:00 |
| The Strongest          | 1 - 1 | Nacional Potosí         | Hernando Siles        | 16 de septiembre | 19:00 |
| Always Ready           | 0 - 1 | Aurora                  | Municipal de El Alto  | 17 de septiembre | 15:00 |
| Universitario de Sucre | 1 - 1 | Guabirá                 | Olímpico Patria       | 17 de septiembre | 17:15 |
| Blooming               | 1 - 0 | Independiente Petrolero | Ramón Aguilera Costas | 17 de septiembre | 19:30 |
| Universitario de Vinto | 0 - 0 | Jorge Wilstermann       | Félix Capriles        | 18 de septiembre | 15:00 |
| Bolívar                | 4 - 1 | Real Tomayapo           | Hernando Siles        | 18 de septiembre | 17:15 |
| Royal Pari             | 1 - 0 | Oriente Petrolero       | Ramón Aguilera Costas | 18 de septiembre | 19:30 |

| Real Santa Cruz        | 1 - 1 | Real Tomayapo           | Gilberto Parada       | 30 de septiembre | 15:00 |
| Guabirá                | 1 - 1 | Jorge Wilstermann       | Gilberto Parada       | 30 de septiembre | 20:00 |
| Nacional Potosí        | 1 - 0 | Royal Pari              | Víctor Agustín Ugarte | 1 de octubre     | 15:00 |
| Aurora                 | 0 - 0 | Atlético Palmaflor      | Félix Capriles        | 1 de octubre     | 17:15 |
| Bolívar                | 0 - 0 | Independiente Petrolero | Hernando Siles        | 1 de octubre     | 19:30 |
| Universitario de Vinto | 1 - 2 | Always Ready            | Félix Capriles        | 2 de octubre     | 15:00 |
| The Strongest          | 1 - 0 | Universitario de Sucre  | Hernando Siles        | 2 de octubre     | 17:15 |
| Oriente Petrolero      | 1 - 0 | Blooming                | Ramón Aguilera Costas | 2 de octubre     | 19:30 |

| Atlético Palmaflor     | 1 - 1 | Royal Pari              | Municipal de Quillacollo | 4 de octubre | 15:00 |
| Nacional Potosí        | 3 - 1 | Guabirá                 | Víctor Agustín Ugarte    | 4 de octubre | 18:15 |
| Jorge Wilstermann      | 1 - 1 | Bolívar                 | Félix Capriles           | 4 de octubre | 20:30 |
| Real Tomayapo          | 0 - 3 | Always Ready            | IV Centenario            | 5 de octubre | 18:00 |
| Aurora                 | 0 - 0 | The Strongest           | Félix Capriles           | 5 de octubre | 19:30 |
| Oriente Petrolero      | 3 - 1 | Real Santa Cruz         | Ramón Aguilera Costas    | 5 de octubre | 20:30 |
| Blooming               | 0 - 0 | Universitario de Vinto  | Ramón Aguilera Costas    | 6 de octubre | 18:15 |
| Universitario de Sucre | 2 - 1 | Independiente Petrolero | Olímpico Patria          | 6 de octubre | 20:30 |

| Atlético Palmaflor      | 1 - 1 | Bolívar                | Municipal de Quillacollo | 7 de octubre  | 15:00 |
| Real Santa Cruz         | 2 - 1 | Nacional Potosí        | Real Santa Cruz          | 8 de octubre  | 15:00 |
| Always Ready            | 1 - 3 | The Strongest          | Municipal de El Alto     | 8 de octubre  | 15:00 |
| Universitario de Vinto  | 1 - 1 | Real Tomayapo          | Municipal de Quillacollo | 9 de octubre  | 15:00 |
| Royal Pari              | 3 - 1 | Universitario de Sucre | Ramón Aguilera Costas    | 9 de octubre  | 15:00 |
| Guabirá                 | 2 - 1 | Oriente Petrolero      | Gilberto Parada          | 9 de octubre  | 17:15 |
| Jorge Wilstermann       | 1 - 0 | Blooming               | Félix Capriles           | 9 de octubre  | 19:30 |
| Independiente Petrolero | 1 - 1 | Aurora                 | Olímpico Patria          | 10 de octubre | 20:00 |

| Nacional Potosí        | 6 - 1 | Atlético Palmaflor      | Víctor Agustín Ugarte | 11 de octubre | 20:00 |
| Guabirá                | 1 - 0 | Universitario de Vinto  | Gilberto Parada       | 12 de octubre | 15:00 |
| Universitario de Sucre | 1 - 3 | Always Ready            | Olímpico Patria       | 12 de octubre | 18:30 |
| Blooming               | 0 - 0 | Royal Pari              | Ramón Aguilera Costas | 12 de octubre | 20:00 |
| The Strongest          | 4 - 4 | Bolívar                 | Hernando Siles        | 12 de octubre | 20:00 |
| Oriente Petrolero      | 3 - 3 | Independiente Petrolero | Ramón Aguilera Costas | 13 de octubre | 15:00 |
| Aurora                 | 1 - 2 | Real Santa Cruz         | Félix Capriles        | 13 de octubre | 18:15 |
| Real Tomayapo          | 1 - 0 | Jorge Wilstermann       | IV Centenario         | 13 de octubre | 20:00 |

| Universitario de Vinto | 2 - 1 | The Strongest           | Municipal de Quillacollo | 15 de octubre | 15:00 |
| Bolívar                | 3 - 1 | Nacional Potosí         | Hernando Siles           | 15 de octubre | 17:15 |
| Royal Pari             | 3 - 2 | Guabirá                 | Ramón Aguilera Costas    | 15 de octubre | 19:30 |
| Atlético Palmaflor     | 2 - 2 | Oriente Petrolero       | Municipal de Quillacollo | 16 de octubre | 15:00 |
| Real Santa Cruz        | 1 - 0 | Always Ready            | Ramón Aguilera Costas    | 16 de octubre | 17:15 |
| Universitario de Sucre | 1 - 1 | Aurora                  | Olímpico Patria          | 16 de octubre | 19:30 |
| Jorge Wilstermann      | 1 - 3 | Independiente Petrolero | Félix Capriles           | 17 de octubre | 18:30 |
| Real Tomayapo          | 1 - 1 | Blooming                | IV Centenario            | 17 de octubre | 20:30 |

| Always Ready            | 1 - 0 | Royal Pari             | Municipal de El Alto  | 19 de octubre | 15:00 |
| The Strongest           | 5 - 2 | Real Santa Cruz        | Hernando Siles        | 19 de octubre | 17:15 |
| Nacional Potosí         | 3 - 2 | Universitario de Sucre | Víctor Agustín Ugarte | 19 de octubre | 19:30 |
| Guabirá                 | 2 - 1 | Bolívar                | Gilberto Parada       | 19 de octubre | 20:30 |
| Aurora                  | 0 - 2 | Universitario de Vinto | Félix Capriles        | 20 de octubre | 15:00 |
| Blooming                | 1 - 0 | Atlético Palmaflor     | Ramón Aguilera Costas | 20 de octubre | 18:15 |
| Independiente Petrolero | 1 - 0 | Real Tomayapo          | Olímpico Patria       | 20 de octubre | 20:30 |
| Oriente Petrolero       | 2 - 1 | Jorge Wilstermann      | Ramón Aguilera Costas | 21 de octubre | 20:00 |

| Bolívar                 | - | Real Santa Cruz        | Hernando Siles           | Cancelado | Cancelado |
| Atlético Palmaflor      | - | The Strongest          | Municipal de Quillacollo | Cancelado | Cancelado |
| Royal Pari              | - | Aurora                 | Ramón Aguilera Costas    | Cancelado | Cancelado |
| Independiente Petrolero | - | Guabirá                | Olímpico Patria          | Cancelado | Cancelado |
| Blooming                | - | Always Ready           | Ramón Aguilera Costas    | Cancelado | Cancelado |
| Universitario de Vinto  | - | Universitario de Sucre | Municipal de Quillacollo | Cancelado | Cancelado |
| Real Tomayapo           | - | Oriente Petrolero      | IV Centenario            | Cancelado | Cancelado |
| Jorge Wilstermann       | - | Nacional Potosí        | Félix Capriles           | Cancelado | Cancelado |

| Always Ready           | - | Atlético Palmaflor      | Municipal de El Alto  | Cancelado | Cancelado |
| The Strongest          | - | Royal Pari              | Hernando Siles        | Cancelado | Cancelado |
| Guabirá                | - | Blooming                | Gilberto Parada       | Cancelado | Cancelado |
| Aurora                 | - | Real Tomayapo           | Félix Capriles        | Cancelado | Cancelado |
| Universitario de Sucre | - | Jorge Wilstermann       | Olímpico Patria       | Cancelado | Cancelado |
| Nacional Potosí        | - | Universitario de Vinto  | Víctor Agustín Ugarte | Cancelado | Cancelado |
| Real Santa Cruz        | - | Independiente Petrolero | Real Santa Cruz       | Cancelado | Cancelado |
| Oriente Petrolero      | - | Bolívar                 | Ramón Aguilera Costas | Cancelado | Cancelado |

| Blooming                | - | The Strongest          | Ramón Aguilera Costas    | Cancelado | Cancelado |
| Atlético Palmaflor      | - | Universitario de Sucre | Municipal de Quillacollo | Cancelado | Cancelado |
| Real Tomayapo           | - | Guabirá                | IV Centenario            | Cancelado | Cancelado |
| Jorge Wilstermann       | - | Always Ready           | Félix Capriles           | Cancelado | Cancelado |
| Royal Pari              | - | Real Santa Cruz        | Ramón Aguilera Costas    | Cancelado | Cancelado |
| Universitario de Vinto  | - | Oriente Petrolero      | Félix Capriles           | Cancelado | Cancelado |
| Independiente Petrolero | - | Nacional Potosí        | Olímpico Patria          | Cancelado | Cancelado |
| Bolívar                 | - | Aurora                 | Hernando Siles           | Cancelado | Cancelado |

| The Strongest          | - | Real Tomayapo           | Hernando Siles        | Cancelado | Cancelado |
| Guabirá                | - | Atlético Palmaflor      | Gilberto Parada       | Cancelado | Cancelado |
| Universitario de Sucre | - | Blooming                | Olímpico Patria       | Cancelado | Cancelado |
| Always Ready           | - | Independiente Petrolero | Municipal de El Alto  | Cancelado | Cancelado |
| Royal Pari             | - | Bolívar                 | Ramón Aguilera Costas | Cancelado | Cancelado |
| Nacional Potosí        | - | Oriente Petrolero       | Víctor Agustín Ugarte | Cancelado | Cancelado |
| Aurora                 | - | Jorge Wilstermann       | Félix Capriles        | Cancelado | Cancelado |
| Real Santa Cruz        | - | Universitario de Vinto  | Real Santa Cruz       | Cancelado | Cancelado |

| Oriente Petrolero       | - | Always Ready           | Ramón Aguilera Costas    | Cancelado | Cancelado |
| Universitario de Vinto  | - | Royal Pari             | Municipal de Quillacollo | Cancelado | Cancelado |
| Jorge Wilstermann       | - | Real Santa Cruz        | Félix Capriles           | Cancelado | Cancelado |
| Independiente Petrolero | - | Atlético Palmaflor     | Olímpico Patria          | Cancelado | Cancelado |
| Bolívar                 | - | Universitario de Sucre | Hernando Siles           | Cancelado | Cancelado |
| Blooming                | - | Aurora                 | Ramón Aguilera Costas    | Cancelado | Cancelado |
| Real Tomayapo           | - | Nacional Potosí        | IV Centenario            | Cancelado | Cancelado |
| Guabirá                 | - | The Strongest          | Gilberto Parada          | Cancelado | Cancelado |

| Nacional Potosí        | - | Blooming                | Víctor Agustín Ugarte    | Cancelado | Cancelado |
| Royal Pari             | - | Jorge Wilstermann       | Ramón Aguilera Costas    | Cancelado | Cancelado |
| Aurora                 | - | Oriente Petrolero       | Félix Capriles           | Cancelado | Cancelado |
| The Strongest          | - | Independiente Petrolero | Hernando Siles           | Cancelado | Cancelado |
| Atlético Palmaflor     | - | Universitario de Vinto  | Municipal de Quillacollo | Cancelado | Cancelado |
| Real Santa Cruz        | - | Guabirá                 | Real Santa Cruz          | Cancelado | Cancelado |
| Always Ready           | - | Bolívar                 | Municipal de El Alto     | Cancelado | Cancelado |
| Universitario de Sucre | - | Real Tomayapo           | Olímpico Patria          | Cancelado | Cancelado |

### Tabla de resultados cruzados
| Local \ Visitante       | ALW | PAL | AUR | BLO | BOL | GUA | IND | WIL | NAC | ORI | CRU | TOM | ROY | STR | UNI | VIN |
| ----------------------- | --- | --- | --- | --- | --- | --- | --- | --- | --- | --- | --- | --- | --- | --- | --- | --- |
| Always Ready            | —   | —   | 0–1 | 5–0 | —   | 2–1 | —   | 2–1 | 2–1 | 3–0 | 4–0 | 5–0 | 1–0 | 1–3 | 4–0 | 3–0 |
| Atlético Palmaflor      | 2–4 | —   | 1–2 | 2–1 | 1–1 | 2–0 | 2–1 | 1–1 | 0–1 | 2–2 | 4–0 | 2–1 | 1–1 | —   | —   | —   |
| Aurora                  | 1–1 | 0–0 | —   | 1–0 | 1–4 | 1–0 | 1–0 | —   | 1–5 | —   | 1–2 | —   | 2–1 | 0–0 | 1–1 | 0–2 |
| Blooming                | —   | 1–0 | —   | —   | 2–1 | 1–3 | 1–0 | 0–1 | 4–0 | 2–2 | 5–1 | 1–0 | 0–0 | —   | 1–1 | 0–0 |
| Bolívar                 | 3–0 | 2–2 | —   | 3–0 | —   | 3–0 | 0–0 | 3–0 | 3–1 | 1–0 | —   | 4–1 | 3–0 | 0–4 | —   | 2–0 |
| Guabirá                 | 0–1 | —   | 1–1 | —   | 2–1 | —   | 1–1 | 1–1 | 2–1 | 2–1 | 2–1 | 2–1 | 1–0 | —   | 5–0 | 1–0 |
| Independiente Petrolero | 1–1 | —   | 1–1 | 3–0 | 1–4 | —   | —   | 4–1 | —   | 1–2 | 1–0 | 1–0 | 3–0 | 1–1 | 2–0 | 1–1 |
| Jorge Wilstermann       | —   | 2–1 | 2–0 | 1–0 | 1–1 | 2–2 | 1–3 | —   | —   | 0–1 | —   | 0–2 | 2–1 | 0–3 | 5–1 | 2–0 |
| Nacional Potosí         | 1–1 | 6–1 | 3–1 | —   | 2–1 | 3–1 | 3–2 | 1–0 | —   | —   | 3–1 | 2–1 | 1–0 | 1–5 | 3–2 | —   |
| Oriente Petrolero       | —   | 0–0 | 2–1 | 1–0 | —   | 4–1 | 3–3 | 2–1 | 4–0 | —   | 3–1 | 3–0 | 0–1 | 3–0 | 1–0 | 0–0 |
| Real Santa Cruz         | 1–0 | 0–0 | 1–1 | 1–3 | 1–2 | —   | —   | 0–0 | 2–1 | 2–1 | —   | 1–1 | 2–1 | 0–3 | 3–0 | —   |
| Real Tomayapo           | 0–3 | 2–2 | 3–0 | 1–1 | 0–2 | —   | 1–0 | 1–0 | —   | —   | 1–2 | —   | 2–1 | 0–1 | 1–1 | 4–0 |
| Royal Pari              | 0–2 | 2–2 | —   | 3–1 | —   | 3–2 | 3–2 | —   | 2–2 | 1–0 | —   | 0–1 | —   | 0–2 | 3–1 | 2–1 |
| The Strongest           | 4–2 | 1–1 | 4–0 | 3–1 | 4–4 | 2–3 | —   | 2–0 | 1–1 | 2–1 | 5–2 | —   | —   | —   | 1–0 | 3–2 |
| Universitario de Sucre  | 1–3 | 2–1 | 1–1 | —   | 2–3 | 1–1 | 2–1 | —   | 0–1 | 2–0 | 3–1 | —   | 1–0 | 0–3 | —   | 2–1 |
| Universitario de Vinto  | 1–2 | 1–1 | 0–3 | 2–2 | 0–1 | 0–1 | 4–1 | 0–0 | 3–1 | —   | 2–0 | 1–1 | —   | 2–1 | —   | —   |

## Finalización
Terminados los partidos de la fecha 24 del Torneo Clausura de la División Profesional, en la ciudad de Santa Cruz se inició un Paro Cívico por la realización del censo en el país el 22 de octubre. Lo que inicialmente comprometió los primeros partidos que se iban a disputar en la fecha 25 del torneo. Por lo que en el consejo decidió reprogramar las fechas 25, 26 y 27 hasta que se solucionara el conflicto.
Debido a la insistencia de la Conmebol de terminar el torneo, y dar los nombres de los equipos participantes en los torneos internacionales (Copa Libertadores 2023 y Copa Sudamericana 2023). El consejo superior de la de la División Profesional determinó el 10 de noviembre, dar por concluido el torneo amparándose en la aplicación del artículo 34 del reglamento de Campeonato ("Si por alguna razón de fuerza mayor se tuviera que suspender una o varias fechas de los campeonatos
2022 y estas no se puedan reprogramar por la Comisión de Competiciones, el Campeonato se dará
por concluido y los premios que están en disputa serán otorgados por la tabla general acumulada de
forma descendente, teniendo que estar todos los clubes con la misma cantidad de partidos disputados"). Pese a dar por concluido el campeonato y no cancelarlo o anularlo, la Federación Boliviana de Fútbol interpretó que no correspondía otorgar el título de campeón señalando que «en artículo 34 del reglamento no existía campeón, simplemente clasificados a torneos internacionales».

## Tabla acumulada
Esta tabla acumulada (que es la sumatoria de las tablas de las fases regulares del Apertura y Clausura) se utilizó para determinar los clasificados a la Copa Libertadores y Copa Sudamericana. Además de esto, el Consejo Superior de la División Profesional decidió que el último clasificado de esta tabla al momento de dar por concluido el Torneo Clausura jugaría la promoción por la permanencia y ningún equipo descendería directamente a las Ligas Departamentales.
- The Strongest, Always Ready y Nacional Potosí clasificaron como Bolivia 2, Bolivia 3 y Bolivia 4 respectivamente, a la Copa Libertadores 2023. Bolívar iría como Bolivia 1 por obtener el título del Torneo Apertura 2022.
- Oriente Petrolero, Guabirá, Atlético Palmaflor y Blooming clasificaron como Bolivia 1, Bolivia 2, Bolivia 3 y Bolivia 4 respectivamente, a la Copa Sudamericana.
- Universitario de Sucre jugó el partido indirecto contra el subcampeón de la Copa Simón Bolívar 2022. Donde se definió su permanencia en primera división debido a que fue el último de la tabla acumulada, terminó en descenso a la ACHF.
- Para 2023, el número de equipos participantes de la División Profesional asciende a 17, con un solo torneo a lo largo del año, dos descensos directos y un descenso indirecto.

| Pos. | Equipo                     | Pts. | PJ | G  | E  | P  | GF | GC | Dif. | Clasificación o descenso                           |
| ---- | -------------------------- | ---- | -- | -- | -- | -- | -- | -- | ---- | -------------------------------------------------- |
| 1    | Bolívar                    | 87   | 40 | 27 | 6  | 7  | 94 | 34 | +60  | Clasifica a la Fase de grupos de Copa Libertadores |
| 2    | The Strongest              | 80   | 40 | 23 | 11 | 6  | 79 | 36 | +43  | Clasifica a la Fase de grupos de Copa Libertadores |
| 3    | Always Ready               | 70   | 40 | 21 | 7  | 12 | 76 | 44 | +32  | Clasifica a la Fase 2 de Copa Libertadores         |
| 4    | Nacional Potosí            | 67   | 40 | 20 | 7  | 13 | 75 | 64 | +11  | Clasifica a la Fase 1 de Copa Libertadores         |
| 5    | Oriente Petrolero          | 60   | 40 | 17 | 9  | 14 | 58 | 48 | +10  | Clasifican a la Copa Sudamericana                  |
| 6    | Guabirá                    | 57   | 40 | 16 | 9  | 15 | 52 | 54 | −2   | Clasifican a la Copa Sudamericana                  |
| 7    | Atlético Palmaflor         | 55   | 40 | 14 | 13 | 13 | 49 | 55 | −6   | Clasifican a la Copa Sudamericana                  |
| 8    | Blooming                   | 54   | 40 | 15 | 9  | 16 | 54 | 65 | −11  | Clasifican a la Copa Sudamericana                  |
| 9    | Royal Pari                 | 48   | 40 | 13 | 9  | 18 | 57 | 61 | −4   |                                                    |
| 10   | Independiente Petrolero    | 46   | 40 | 11 | 13 | 16 | 51 | 59 | −8   |                                                    |
| 11   | Aurora                     | 46   | 40 | 11 | 13 | 16 | 40 | 56 | −16  |                                                    |
| 12   | Jorge Wilstermann          | 45   | 40 | 11 | 12 | 17 | 40 | 52 | −12  |                                                    |
| 13   | Real Tomayapo              | 44   | 40 | 11 | 11 | 18 | 39 | 59 | −20  |                                                    |
| 14   | Real Santa Cruz            | 43   | 40 | 12 | 7  | 21 | 47 | 75 | −28  |                                                    |
| 15   | Universitario de Vinto     | 41   | 40 | 10 | 11 | 19 | 41 | 63 | −22  |                                                    |
| 16   | Universitario de Sucre (D) | 39   | 40 | 10 | 9  | 21 | 41 | 68 | −27  | Promoción por la permanencia                       |

 Fuente: FBF

## Play-off de ascenso y descenso indirecto
El último equipo ubicado en la tabla acumulada de la División Profesional, Universitario de Sucre, se enfrentó contra el subcampeón de la Copa Simón Bolívar, Libertad Gran Mamoré del Beni.
| Ida; 27 de noviembre | Libertad Gran Mamoré                      | 3:0 (1:0) | Universitario de Sucre | Estadio Gran Mamoré, Trinidad |                            |
| 15:00 (UTC-4)        | - Robles 8' (pen.), 81' (pen.) - Ríos 56' | Reporte   |                        | Árbitro(s): Santiago Silva    | Árbitro(s): Santiago Silva |

| Vuelta; 30 de noviembre | Universitario de Sucre | 0:3 (0:1) (Global 0:6) | Libertad Gran Mamoré           | Estadio Olímpico Patria, Sucre |                          |
| 19:00 (UTC-4)           |                        | Reporte                | - Mendoza 4', 49' - Milano 90' | Árbitro(s): Guido Quenta       | Árbitro(s): Guido Quenta |

- Universitario de Sucre perdió 0–6 en el marcador global y descendió a la ACHF. Libertad Gran Mamoré ascendió a la División Profesional.

## Estadísticas

### Goleadores
| Pos. | Jugador            | Goles | Part. | Prom. | Club                    |
| ---- | ------------------ | ----- | ----- | ----- | ----------------------- |
| 1    | Marcos Riquelme    | 19    | 24    | 0.79  | Always Ready            |
| 2    | Tommy Tobar        | 15    | 18    | 0.83  | Nacional Potosí         |
| 3    | Dorny Romero       | 13    | 21    | 0.57  | Real Santa Cruz         |
| =    | Jonatan Cristaldo  | 13    | 22    | 0.5   | Independiente Petrolero |
| 5    | Enrique Triverio   | 11    | 21    | 0.52  | The Strongest           |
| 6    | Francisco da Costa | 10    | 20    | 0.5   | Bolívar                 |